# Koç Rams 2016
Questa voce raccoglie le informazioni riguardanti i Koç Rams nelle competizioni ufficiali della stagione 2016.

## 1. Lig 2016

### Stagione regolare
| 19 febbraio 2016 1ª giornata | ITÜ Hornets | 7 – 35 | Koç Rams |  |

| 5 marzo 2016 2ª giornata | ODTÜ Falcons | 6 – 49 | Koç Rams |  |

| 12 marzo 2016 3ª giornata | Koç Rams | 41 – 34 | Boğaziçi Sultans |  |

| 26 marzo 2016 4ª giornata | Sakarya Tatankaları | 15 – 42 | Koç Rams |  |

| 2 aprile 2016 5ª giornata | Koç Rams | 35 – 0 (a tavolino) | Hacettepe Red Deers |  |

| 7 maggio 2016 6ª giornata | Gazi Warriors | 14 – 48 | Koç Rams |  |

| 14 maggio 2016 7ª giornata | Koç Rams | 39 – 7 | Yeditepe Eagles |  |

### Playoff
| 27 maggio 2016 Semifinale | Koç Rams | 17 – 16 | Yeditepe Eagles |  |

| 15 giugno 2016 Finale | Koç Rams | 56 – 14 | Sakarya Tatankaları |  |

## IFAF Europe Champions League 2016
Competizione prevista ma successivamente annullata.

### Stagione regolare
| Istanbul 17 aprile 2016, ore 15:00 | Koç Rams  | 47 – 17 (13-7 20-0 0-0 14-10) referto                                                                                | Sankt Petersburg Griffins | Marmara Üniversitesi Stadyumu (500 spett.) |
| Morant Q1 ( TD ) 58yd pass from Wilsie Sarıkatipoğlu Q1 ( pat ) Stepović Q1 ( TD ) 63yd pass from Wilsie Strother Q2 ( TD ) 3yd run Sarıkatipoğlu Q2 ( pat ) Wort Q2 ( TD ) 14yd blocked punt return Stepović Q2 ( TD ) 39yd pass from Wilsie Sarıkatipoğlu Q2 ( pat ) Strother Q4 ( TD ) 72yd run Sarıkatipoğlu Q4 ( pat ) Morant Q4 ( TD ) 27yd pass from Wilsie Sarıkatipoğlu Q4 ( pat ) Marcatori Musienko Q1 ( TD ) 92yd kickoff return Lošakov Q1 ( pat ) N. Šitov Q4 ( TD ) 3yd run Lošakov Q4 ( pat ) Lošakov Q4 ( FG ) 37yd |           | |                           |                                            |
| |           | |                           |                                            |
| Morant Q1 (TD) 58yd pass from Wilsie Sarıkatipoğlu Q1 (pat) Stepović Q1 (TD) 63yd pass from Wilsie Strother Q2 (TD) 3yd run Sarıkatipoğlu Q2 (pat) Wort Q2 (TD) 14yd blocked punt return Stepović Q2 (TD) 39yd pass from Wilsie Sarıkatipoğlu Q2 (pat) Strother Q4 (TD) 72yd run Sarıkatipoğlu Q4 (pat) Morant Q4 (TD) 27yd pass from Wilsie Sarıkatipoğlu Q4 (pat) | Marcatori | Musienko Q1 (TD) 92yd kickoff return Lošakov Q1 (pat) N. Šitov Q4 (TD) 3yd run Lošakov Q4 (pat) Lošakov Q4 (FG) 37yd |                           |                                            |

| Karlstad 30 aprile 2016, ore 15:00    | Carlstad Crusaders | 0 – 6 (0-0 0-0 0-6 0-0) referto | Koç Rams | Tingvalla Idrottsplats |
| Marcatori Strother Q3 ( TD ) 66yd run |                    |                                 |          |                        |
|                                       |                    |                                 |          |                        |
|                                       | Marcatori          | Strother Q3 (TD) 66yd run       |          |                        |

### Final Four
| Arbitri: | M. de Boer H. von Sydow Z. Patryk S. Radzinski K. Walentynowicz S. d'Amato D. Jurzyk |

| |           | |
| di Tunisi 2':55" Q1 (TD) 33yd pass from Safron di Tunisi Q1 (pat) di Tunisi 8':12" Q4 (TD) 8yd pass from Safron di Tunisi Q4 (pat) di Tunisi 0':09" Q4 (FG) 29yd | Marcatori | Strother 11':49" Q4 (TD) 46yd run Sarıkatipoğlu Q4 (pat) Morant 6':43" Q4 (TD) 70yd pass from Wilsie Sarıkatipoğlu Q4 (pat) |

## Statistiche di squadra
| Competizione                | %Vittorie | In casa | In casa | In casa | In casa | In casa | In casa | In trasferta | In trasferta | In trasferta | In trasferta | In trasferta | In trasferta | Totale | Totale | Totale | Totale | Totale | Totale |
| Competizione                | %Vittorie | G       | V       | N       | P       | Pf      | Ps      | G            | V            | N            | P            | Pf           | Ps           | G      | V      | N      | P      | Pf     | Ps     |
| --------------------------- | --------- | ------- | ------- | ------- | ------- | ------- | ------- | ------------ | ------------ | ------------ | ------------ | ------------ | ------------ | ------ | ------ | ------ | ------ | ------ | ------ |
| 1. Lig - Stagione regolare  | 1.000     | 3       | 3       | 0       | 0       | 115     | 41      | 4            | 4            | 0            | 0            | 174          | 42           | 6      | 6      | 0      | 0      | 180    | 42     |
| 1. Lig - Playoff            | 1.000     | 2       | 2       | 0       | 0       | 55      | 14      | 0            | 0            | 0            | 0            | 0            | 0            | 2      | 2      | 0      | 0      | 55     | 14     |
| IFAF CL - Stagione regolare | 1.000     | 1       | 1       | 0       | 0       | 47      | 17      | 1            | 1            | 0            | 0            | 6            | 0            | 2      | 2      | 0      | 0      | 53     | 17     |
| IFAF CL - Final Four        | .000      | 0       | 0       | 0       | 0       | 0       | 0       | 1            | 0            | 0            | 1            | 14           | 17           | 1      | 0      | 0      | 1      | 14     | 17     |
| Totale                      | .909      | 5       | 5       | 0       | 0       | 188     | 71      | 6            | 4            | 0            | 2            | 216          | 98           | 11     | 10     | 0      | 1      | 302    | 90     |

## Statistiche personali
Presenti solo i dati della Champions League.

### Marcatori
| Giocatore     | Sq. | TD rush | TD recv | TD int | TD p.ret | TD k.ret | TD oth | Xp1 | Xp2 | FG | Saf | Totale |
| ------------- | --- | ------- | ------- | ------ | -------- | -------- | ------ | --- | --- | -- | --- | ------ |
| Strother      |     | 3+1     | 0       | 0      | 0        | 0        | 0      | 0   | 0   | 0  | 0   | 24     |
| Morant        |     | 0       | 2+1     | 0      | 0        | 0        | 0      | 0   | 0   | 0  | 0   | 18     |
| Stepović      |     | 0       | 2       | 0      | 0        | 0        | 0      | 0   | 0   | 0  | 0   | 12     |
| Sarıkatipoğlu |     | 0       | 0       | 0      | 0        | 0        | 0      | 5+2 | 0   | 0  | 0   | 7      |
| Wort          |     | 0       | 0       | 0      | 1        | 0        | 0      | 0   | 0   | 0  | 0   | 6      |

### Passer rating
La classifica tiene in considerazione soltanto i quarterback con almeno 10 lanci effettuati.
Mancano i dati dell'incontro Crusaders-Rams della 3ª giornata.
| Giocatore | Sq.      | G   | Att   | Comp  | Int | Yds    | TD  | NFL    | NCAA   |
| --------- | -------- | --- | ----- | ----- | --- | ------ | --- | ------ | ------ |
| Wilsie    | Koç Rams | 1+1 | 15+22 | 11+10 | 0+1 | 300+94 | 4+1 | 122,07 | 185,39 |